# Triệu Tổ miếu (Hoàng thành Huế)
Triệu Tổ miếu (肇祖廟) hay là Triệu miếu (từ Hán Việt 肇 Triệu nghĩa là phát sinh, bắt đầu) là một công trình kiến trúc trong Hoàng thành Huế thờ Nguyễn Kim. Triệu Tổ miếu được xây dựng dưới thời vua thứ nhất của nhà Nguyễn, năm Gia Long thứ 3 (1804).

## Đặc điểm
Miếu này nằm ở phía bắc của Thái miếu, là miếu thờ Nguyễn Kim, thân sinh của chúa Tiên Nguyễn Hoàng. Nguyễn Kim bị hàng tướng nhà Mạc là Dương Chấp Nhất đầu độc chết. Nguyễn Kim đã được triều Nguyễn truy tôn miếu hiệu cho ông là Triệu Tổ.
Miếu được xây trong một khuôn viên hình chữ nhật, tường phía nam gắn liền với tường Thái miếu. Bên trong điện chính đặt án thờ Triệu Tổ Tĩnh hoàng đế và hoàng hậu. Mỗi năm tổ chức 5 lần tế tương tự như ở Thái miếu.
Về hình thức và quy mô kiến trúc, Triệu miếu tương tự như Hưng miếu, miếu gồm 1 tòa điện chính theo lối nhà kép, chính đường 3 gian 2 chái, tiền đường 5 gian 2 chái đơn. 
Miếu thờ chính Triệu Miếu có diện tích 540m2. Đây là công trình kiến trúc gỗ được xây theo kiểu nhà kép “Trùng thiềm điệp ốc”, Tiền điện gồm 5 gian và chính điện 3 gian, 2 chái bên Đông và Tây; Hai nhà được nối với nhau bằng kết cấu vì vỏ cua (trần thừa lưu). Mái lợp ngói âm dương hoàng lưu ly, chân mái ngói câu đầu trích thủy hoàng lưu ly. Bờ mái, tường cổ diềm được đắp nổi phù điêu có gắn mảnh sành sứ. Các cấu kiện gỗ được sơn son truyền thống (trừ phần hậu chính điện sơn nhuộm màu gỗ); hoa văn họa tiết liên ba, bạo cột, cửa thượng song hạ bản được thếp vàng. Hai bên điện chính có Thần Khố (phía đông) và Thần Trù (phía tây).
Tường và cổng: mặt Bắc được giới hạn bởi tường thành, ba phía còn lại là hệ thống tường thấp cao 1,2m, mỗi phía trổ một cổng.
Sân đường có diện tích khoảng 300m2, sân trước và lối đi được lát gạch Bát Tràng.

## Lịch sử
Triệu Miếu được xây dựng vào năm Gia Long thứ 3 (1804). 
Năm 1989, do Thái Miếu xuống cấp nặng nên Triệu miếu trở thành nơi thờ chung cho 9 chúa Nguyễn.
Hơn 200 năm tồn tại, với sự tác động của thời tiết và chiến tranh hủy hoại, Triệu miếu đã xuống cấp nghiêm trọng.
Bộ Ngoại giao Hoa Kỳ đã quyết định viện trợ không hoàn lại cho tỉnh Thừa Thiên Huế 700 ngàn USD để thực hiện dự án "Bảo tồn, tu bổ di tích Triệu Tổ Miếu-phần Tiền Điện". Dự án có tổng vốn đầu tư là 16 tỷ đồng, tương đương 759.236 USD, trong đó tài trợ từ phía Bộ Ngoại giao Hoa Kỳ 700.000 USD, còn lại là đối ứng của tỉnh Thừa Thiên Huế hơn 1,2 tỷ đồng; thực hiện từ tháng 10/2014 - 1/2017. Trước đó đầu năm 2014, Bộ Ngoại giao Hoa Kỳ cũng đã tài trợ tỉnh Thừa Thiên Huế gần 30 ngàn USD để phục chế 3 án thờ bên trong Triệu Tổ Miếu.
Ngày 15 tháng 9 năm 2016, Trung tâm Bảo tồn di tích Cố đô Huế tổ chức khánh thành công trình bảo tồn, tu bổ di tích Triệu Miếu sau 27 tháng thi công.